# Alfons Anker

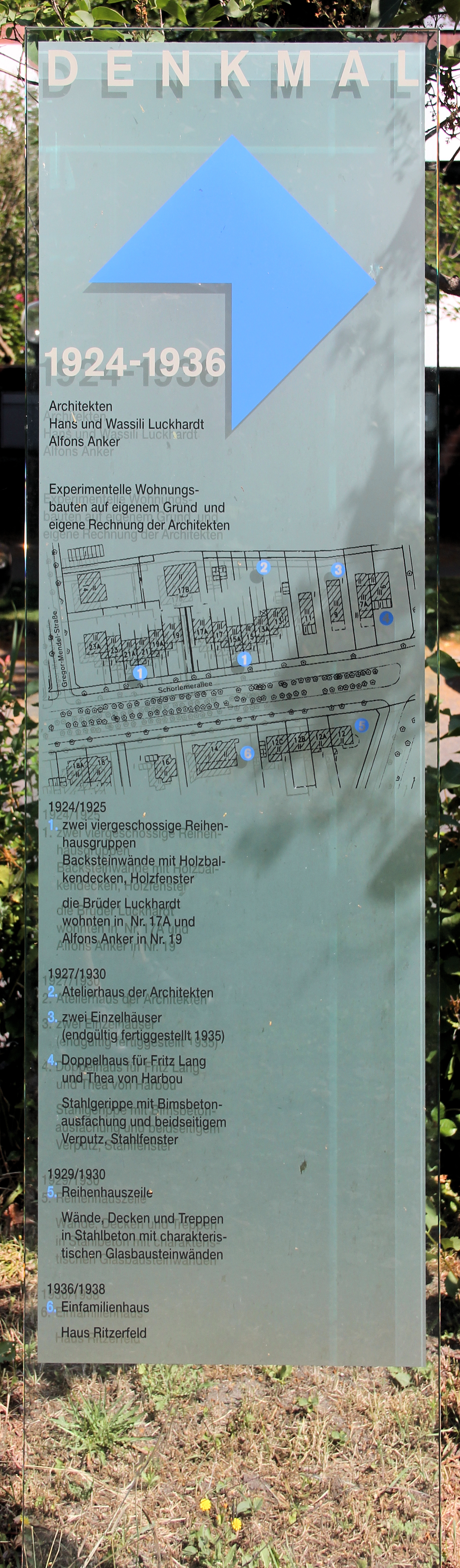
Gedenktafel, Schorlemerallee 19, in Berlin-Dahlem

Alfons Anker (* 1. Dezember 1872 in Berlin; † 14. Dezember 1958 in Stockholm) war ein deutscher – ab 1939 schwedischer – Architekt der Moderne und Bausachverständiger, der durch die Zusammenarbeit mit den Brüdern Hans und Wassili Luckhardt bekannt wurde.

## Leben
Alfons Anker entstammte einer alteingesessenen jüdischen Berliner Familie. Von 1889 bis 1891 studierte er Architektur und Volkswirtschaft an der Technischen Hochschule Berlin-Charlottenburg (wahrscheinlich ohne Abschluss), woran sich von 1891 bis 1892 eine Maurerlehre und von 1892 bis 1893 ein Studium an der Baugewerkeschule Berlin (heute: Teil der Berliner Hochschule für Technik) mit Studienabschluss anschlossen. 1895 erhielt er eine Anstellung als Architekt in städtischen Diensten und arbeitete ab 1896 für verschiedene private Architekturateliers. Ab 1903 arbeitete Anker als selbstständiger Architekt in Berlin und betrieb mit Julius Becker ein Baugeschäft in der Potsdamer Straße 24. (u. a. Mietshausbauten in Berlin) 1906 wurde seine Tochter Eva-Juliane geboren.
Von 1914 bis 1918 nahm Alfons Anker als Pionieroffizier am Ersten Weltkrieg teil. Während des Krieges entwickelte er Naturbautechniken für provisorische Unterkunfts- und Lazarettbauten, danach stellte er sich der Frage, wie Architektur in Zeiten knapper Ressourcen aussehen kann. 1919–1920 war er Assistent und danach technischer Direktor an der Technischen Hochschule Charlottenburg bei Friedrich Seesselberg und beschäftigte sich mit Lehmbausiedlungen sowie der Rationalisierung des Bauwesens (Gründer des Reichsverbandes zur Förderung sparsamer Bauweisen). Ab 1920 war er erneut als selbstständiger Architekt tätig und wurde Mitglied im Bund Deutscher Architekten, 1921 wurde er zum Bausachverständigen bestellt. Um 1921 bis 1930 übte Anker Dozententätigkeiten an der Hochschule für bildende Künste, Berlin-Charlottenburg, der Staatlichen Hochschule Dessau und Weimar sowie der Technischen Hochschule Charlottenburg aus.
Von 1923 bis 1933 unterhielt er gemeinsam mit den deutlich jüngeren Brüdern Hans und Wassili Luckhardt das Architekturbüro Brüder Luckhardt und Alfons Anker mit Sitz in der Versuchssiedlung Schorlemerallee in Berlin-Dahlem. Anker wohnte im Haus Nr. 17b, später das Haus Nr. 19, während die Gebrüder Luckhardt im Haus 17a wohnten. Gemeinsam und aus eigener Tasche realisierten sie die Versuchssiedlung Schorlemerallee sowie die Kolonie ‚Am Rupenhorn‘ (Haus I, II und III) in Berlin-Westend. 1926 wurde Anker Mitglied der Architektenvereinigung Der Ring.
Nach der Machtübernahme der Nationalsozialisten versuchten die Brüder Luckhardt anfänglich, sich mit den neuen Machthabern zu arrangieren und traten zum 1. Mai 1933 in die NSDAP ein, das gemeinsame Architekturbüro wurde 1934 aufgrund der jüdischen Herkunft Ankers aufgelöst. Anker musste wieder als freier Architekt arbeiten, bekam aber nur wenige kleine Aufträge für Umbauten und Gutachten, bis er schließlich Berufsverbot erhielt. Während dieser Zeit bemühte er sich erfolglos um eine Einwanderung nach England. 1939 gelang es ihm unter großen Schwierigkeiten, zur Familie seiner Tochter nach Stockholm zu emigrieren, wo er die schwedische Staatsbürgerschaft erhielt.
In Schweden arbeitete Anker nicht mehr als selbstständiger Architekt, sondern bei verschiedenen Stockholmer Architekten, darunter Håkan Ahlberg. Daneben war er auch publizistisch tätig und gründete 1940 die Utlandspublikationen. Bis 1955 hatte er zahlreiche Veröffentlichungen in deutschen und schwedischen Zeitschriften, experimentierte mit Fotografie und entwickelte ein Schnellregister für ein Lexikon.
Nach dem Ende des Zweiten Weltkriegs kam Anker auch wieder nach Berlin, 1950 gehörte er zu den Mitbegründern eines Forschungsinstituts für Internationales Krankenhauswesen an der Fakultät für Architektur an der TU Berlin (das heutige Institut für Gesundheitswissenschaften). Ziel des Hauses, das als Institut für Krankenhausbau seinen Dienst aufnahm, war es, so die erste Satzung, „die wirtschaftlichen und technischen Grundlagen für die Planung, den Bau und die Einrichtung zeitgenössischer Krankenhäuser zu erforschen, die gewonnenen Ergebnisse interessierten Kreisen zugänglich zu machen und insbesondere für den akademischen Unterricht zur Verfügung zu stellen.“
Kurz nach seiner Ernennung als Ehrensenator der Technischen Universität Berlin starb Anker im Alter von 86 Jahren in Stockholm.

## Ehrungen
- 1958 Ehrensenator der Technischen Universität Berlin

## Werk

### Publikationen
- 1921: Naturbauweisen. In: Die Umschau. Forschung, Entwicklung, Technologie, 15. Jg., Nr. 5, S. 55–60.
- 1923: Die deutsche Baustoff-Industrie im Weltkriege. In: Bauwelt, 14. Jg., Nr. 4.
- 1950: Möbel für die Kleinstwohnung. Entworfen von dem Architekten Elias Svedberg, Stockholm. In: Architektur und Wohnform, Nr. 1, S. 16–22.
- 1951: Die schwedischen Architekten SAR. In: Die neue Stadt, 5. Jg., Nr. 9, S. 395–397.
- 1953: Glas im schwedischen Bauwesen. In: Glasforum, Nr. 3, S. 28–32.
- 1953: Eine schwedische Kleinkinderschule. In: Bauwelt, 44. Jg., Nr. 25, S. 493 ff.
- 1954: Die Stockholmer ‚Tunnelbahn’. In: Bauwelt, 45. Jg., Nr. 10, S. 185–188.
- 1954: Das Hotel Malmen in Stockholm. In: Bauwelt, 45. Jg., Nr. 11, S. 209–212.
- 1955: Das Großgaragenhaus der Stadt Stockholm. In: Bauwelt, 46. Jg., Nr. 12, S. 228 ff.
- 1955: Kinderkrankenhaus in Bergen/Norwegen. In: Bauwelt, 46. Jg., Nr. 34, S. 667–670.

### Bauten (Auswahl)
- Wohnhaus, Innsbrucker Straße, Schöneberg (vor 1916)
- Reihenhäuser an der Schorlemerallee (Versuchssiedlung), Berlin-Dahlem (1925–1930, mit Wassili und Hans Luckhardt; teilweise verändert)[5][6][7]
- Telschow-Haus, Berlin-Tiergarten (1928–1929, mit Wassili und Hans Luckhardt; im Zweiten Weltkrieg zerstört)
- Umbau des Wohn- und Geschäftshauses „Chrysler-Haus“, Berlin-Charlottenburg (mit Wassili und Hans Luckhardt), 1929
- Landhaus Kluge (Luckhardt-Villa), Berlin-Westend (1929, mit Wassili und Hans Luckhardt)
- Wohnhäuser Am Rupenhorn,[8] Berlin (1919–1932, mit Wassili und Hans Luckhardt)[9][10]

### Projekte (Auswahl)
- Wettbewerb Neugestaltung des Alexanderplatzes, Berlin (1929, mit Wassili und Hans Luckhardt)

## Archiv/Nachlass
- Stiftung Archiv der Akademie der Künste Berlin (8 lfm., 1 Planschrank, 9 Modelle)